# Землетрясение у Каспийских ворот
Землетрясение у «Каспийских ворот», согласно древним письменным памятникам, произошло в 743 или 744 году. Место отождествляется либо с Дербентом (ныне Россия), либо с Талешом (Иран), либо с Дарьяльским ущельем.
Землетрясение зафиксировано в источниках из Византийской империи. Летописец Феофан Исповедник (VIII век) датирует землетрясение 6235 годом по византийскому календарю, третьим годом царствования Константина V (годы правления 741—775). Это соответствует 743 или 744 году системы Anno Domini. Согласно рассказу Феофана, во время землетрясения на севере появилось знамение, и в разных местах упала пыль. Это повествование повторяет Георгий Кедрин (XII век), который использовал Феофана в качестве источника.
Согласно сейсмическому каталогу 1982 года, составленному Амбразейсом и Мелвиллом, это землетрясение произошло к востоку от Рэя, Иран, в долине Тан-э-Сар-э-Дарре. Византийские источники свидетельствует о том, что это «событие большого масштаба». Однако географический термин «Каспийские ворота» использовался для ряда горных перевалов на Кавказе. Перевалы связывали районы Средиземного моря с Иранским нагорьем и Средней Азией.
Термин Каспийские ворота был знаком греко-римским авторам. К византийской эпохе он в основном относился к важнейшему перевалу между Кавказом и Северным Ираном, перевалу Дербент. Они также были известны как «Ворота» или «Ворота ворот». Вместо этого в армянском переводе «Романса Александра» Псевдо-Каллисфена Каспийские ворота отождествляются с территорией Талеша.
В XIX веке Карл Эрнст Адольф фон Хофф и Роберт Маллет выдвинули теорию, что Каспийские ворота следует отождествлять с перевалом Дарьяль, который находился недалеко от Чёрного моря.